# Bistum Osimo
Das Bistum Osimo (lateinisch Dioecesis Auximanus) ist eine in Italien gelegene ehemalige römisch-katholische Diözese mit dem Bischofssitz in Osimo, die im 7. Jahrhundert gegründet wurde. Am 19. August 1725 mit dem Bistum Cingoli unter dem Namen Osimo und Cingoli vereint und nun immediat, also direkt dem Heiligen Stuhl unterstehend, zählte es 1949 37.445 Katholiken (über 99 %) in 39 Pfarreien mit 86 Diözesanpriestern, 38 Ordenspriestern und 165 Ordensschwestern. 1980 lebten im Bistum 55.413 Katholiken mit nur noch 61 Diözesan-, 35 Ordenspriestern und 119 Ordensschwestern in immer noch 39 Pfarreien. Am 25. Januar 1985 wurde das ehemalige Bistum Cingoli dem Bistum Macerata-Tolentino zugeschlagen und das Bistum Osimo selbst am 30. September 1986 mit dem Erzbistum Ancona zum Erzbistum Ancona-Osimo vereinigt.